# Dżebełska reka
Dżebełska reka (bułg. Джебелска река) – rzeka w południowej Bułgarii, Obwód Kyrdżali.
Źródła rzeki znajdują się na grzbiecie górskim Żyłti djał w Rodopach, na wysokości 1100 m n.p.m., u podnóża szczytu górskiego Aładak (1241 m n.p.m.). Do miejscowości Mak płynie w kierunku wschodnim, następnie skręca na południowy wschód i płynie w szerokiej dolinie aluwialnej. Wpada do prawego brzegu Wyrbicy, na wysokości 256 m n.p.m., około 1 km od miejscowości Zagorsko.
Rzeka ma 26 km długości, średni przypływ wynosi 1,5 m³/s, mierzony w Dżebeł oraz powierzchnię dorzecza o wielkości 118 km², co stanowi 9,8% powierzchni dorzecza Wyrbicy.
Ujściami rzeki są:
- lewe dopływy: Kjuprjudere.
- prawe dopływy: Rożdensko dere, Czajdere, Czirandżikdere, Kyrmyzydere.

Rzeka przepływa przez 4 miejscowości: Gyrbiszte, Mak, Tjutjuncze, Dżebeł.